# Masque de Pakal
Le masque de Pakal est un masque funéraire en jade trouvé dans la tombe de K'inich Janaab' Pakal, souverain de l'ancienne cité de Palenque, dans l'actuel l'État mexicain du Chiapas. Ce masque fait partie de la collection du musée national d'anthropologie de Mexico et constitue l'une des pièces les plus précieuses de tout le musée.

## Découverte
La pièce a été trouvée en 1952 par l'archéologue Alberto Ruz Lhuillier au temple des Inscriptions, à l'intérieur de la tombe du roi de Palenque, K'inich Janaab' Pakal, comme pièce principale de son trousseau funéraire. Elle a été restaurée dans les années 2000 pour tenter de retrouver l'aspect original du masque, qui correspondrait aux traits physionomiques de Pakal. 

## Description
La pièce originale était formée de plus de 340 tesselles de jade d'au moins 6 nuances de vert différentes (il en reste 200), de 4 applications de coquillages et de 2 disques d'obsidienne décorés d'un pigment noir qui simule les pupilles des yeux. Dans la bouche, le signe en forme de T est une amulette protectrice. Le masque permettait aux gouvernants mayas d'accéder au rang de divinité après leur mort. Au Mexique, plus de 35 masques de jade ont été découverts.
Pour Sofia Martinez del Campo Lang, restauratrice et commissaire de l'exposition Les Masques de jade mayas à la Pinacothèque de Paris en 2012, le jade « symbolisait la pérennité, l'humidité, la fertilité, le renouvellement, la renaissance, le souffle, l'essence vitale. De même, les matières réfléchissantes, l'obsidienne, l'hématite spéculaire ou la pyrite, ayant le pouvoir de refléter les mondes surnaturels, étaient considérées comme des points de passage vers les autres plans de l'Univers ».

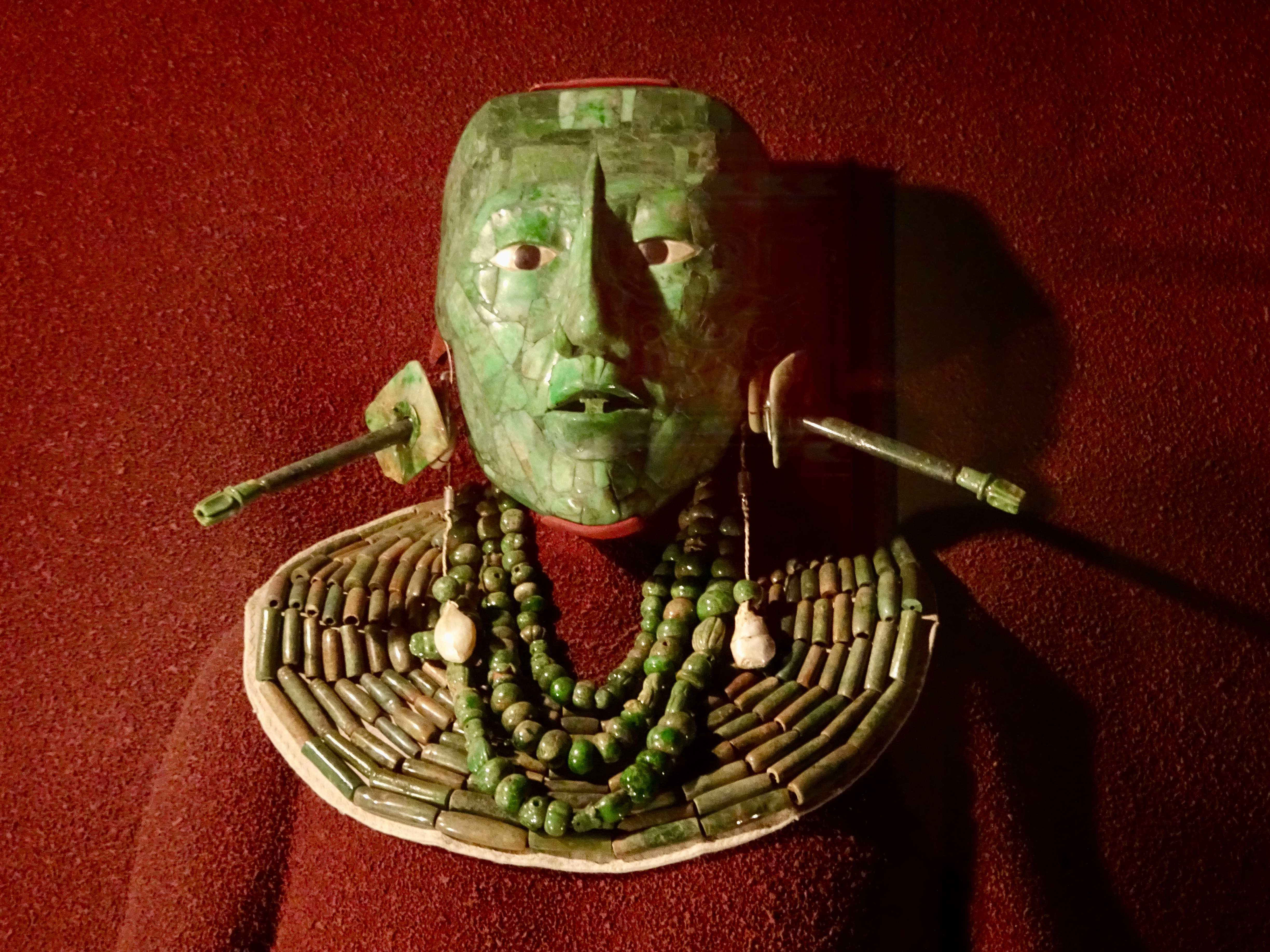
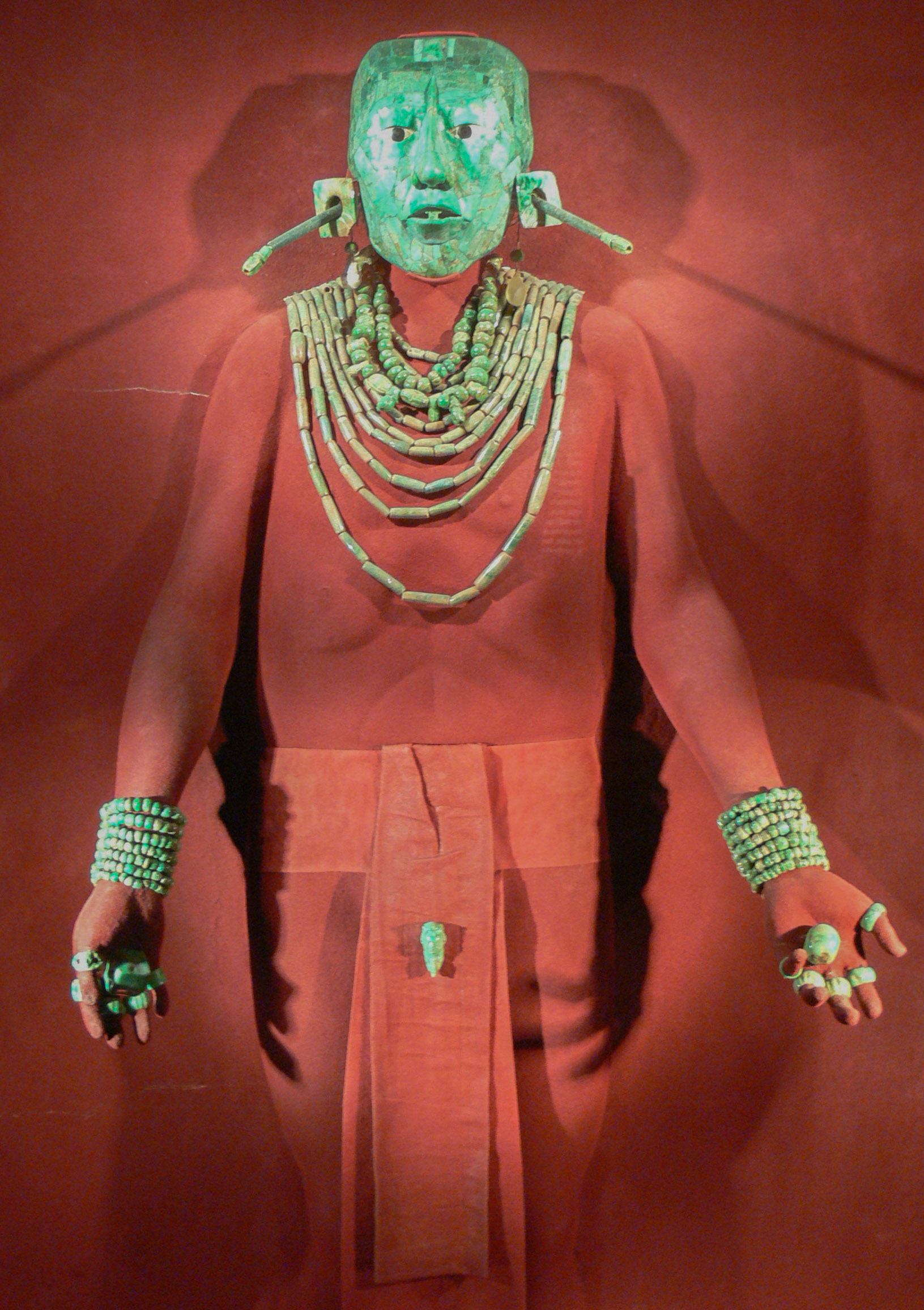
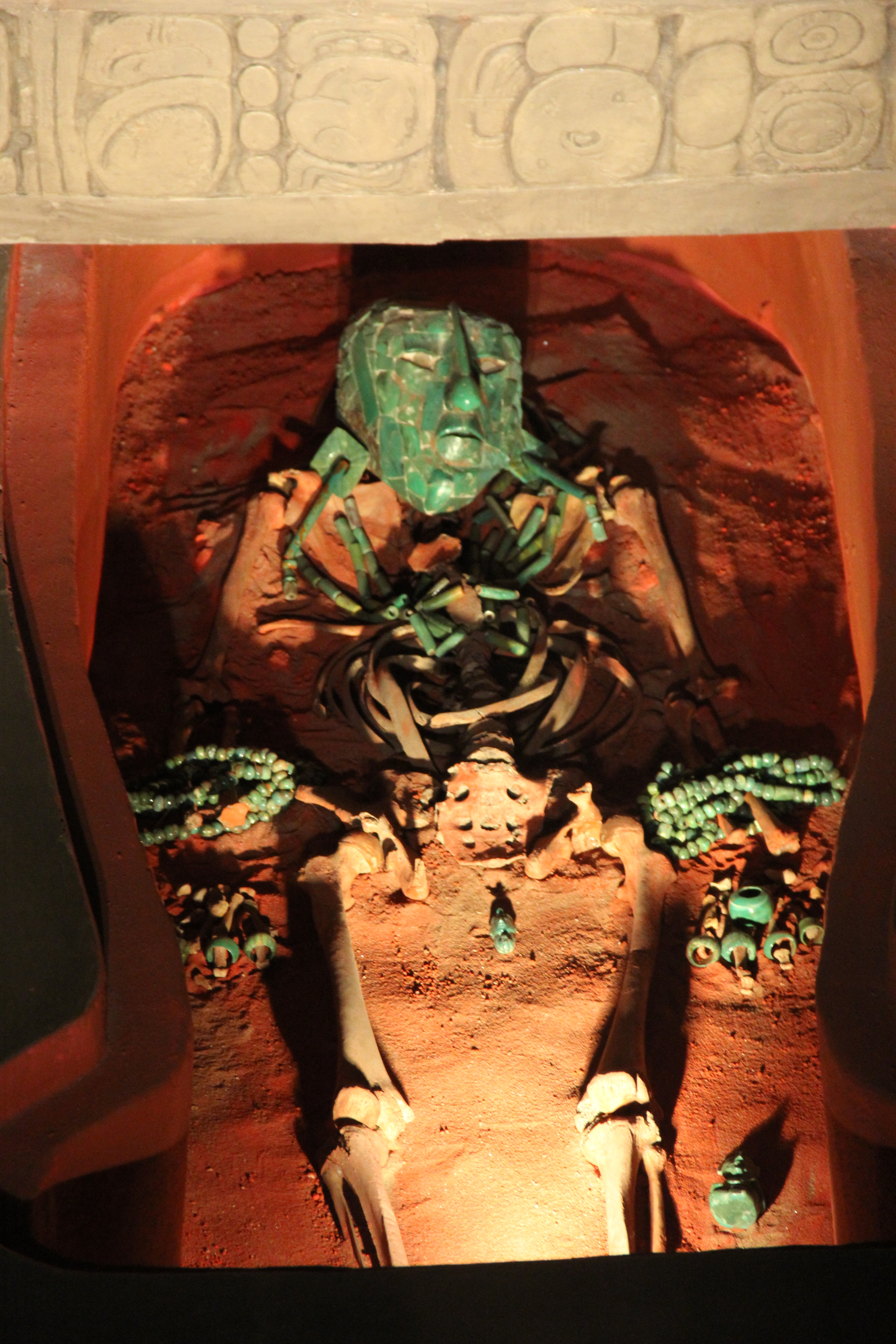